# Lista de asteroides troianos (campo troiano)
Esta é uma lista de asteroides troianos de Júpiter que localizam-se no ponto de Lagrange L5, 60° atrás do planeta na mesma órbita.
Todos os asteroides deste grupo foram nomeados em homenagem a heróis troianos da Guerra de Troia, com exceção de 617 Patroclus, que foi nomeado antes da criação desta convenção de nomenclatura.
- 617 Patroclus
- 884 Priamus
- 1172 Äneas
- 1173 Anchises
- 1208 Troilus
- 1867 Deiphobus
- 1870 Glaukos
- 1871 Astyanax
- 1872 Helenos
- 1873 Agenor
- 2207 Antenor
- 2223 Sarpedon
- 2241 Alcathous
- 2357 Phereclos
- 2363 Cebriones
- 2594 Acamas
- 2674 Pandarus
- 2893 Peiroos
- 2895 Memnon
- 3240 Laocoon
- 3317 Paris
- 3451 Mentor
- (3708) 1974 FV1
- 4348 Poulydamas
- 4707 Khryses
- 4708 Polydoros
- 4709 Ennomos
- (4715) 1989 TS1
- 4722 Agelaos
- 4754 Panthoos
- 4791 Iphidamas
- 4792 Lykaon
- 4805 Asteropaios
- 4827 Dares
- 4828 Misenus
- 4829 Sergestus
- 4832 Palinurus
- 4867 Polites
- (5119) 1988 RA1
- 5120 Bitias
- 5130 Ilioneus
- 5144 Achates
- (5233) 1988 RL10
- (5257) 1988 RS10
- (5476) 1989 TO11
- 5511 Cloanthus
- 5637 Gyas
- 5638 Deikoon
- (5648) 1990 VU1
- (5907) 1989 TU5
- (6002) 1988 RO
- (6443) 1988 RH12
- 6997 Laomedon
- 6998 Tithonus
- (7352) 1994 CO
- 7815 Dolon
- 9023 Mnesthus
- (9030) 1989 UX5
- 9142 Rhesus
- 9430 Erichthonios
- (11089) 1994 CS8
- (11273) 1988 RN11
- (11275) 1988 SL3
- (11487) 1988 RG10
- (11488) 1988 RM11
- 11509 Thersilochos
- 11552 Boucolion
- 11554 Asios
- (11663) 1997 GO24
- (11869) 1989 TS2
- 11887 Echemmon
- 12052 Aretaon
- (12126) 1999 RM11
- 12242 Koon
- 12444 Prothoon
- 12649 Ascanios
- (12929) 1999 TZ1
- (13402) 1999 RV165
- (15502) 1999 NV27
- (15977) 1998 MA11
- (16070) 1999 RB101
- (16428) 1988 RD12
- (16560) 1991 VZ5
- (16667) 1993 XM1
- (16956) 1998 MQ11
- (17171) 1999 NB38
- (17172) 1999 NZ41
- 17314 Aisakos
- (17365) 1978 VF11
- (17414) 1988 RN10
- (17415) 1988 RO10
- (17416) 1988 RR10
- (17417) 1988 RY10
- (17418) 1988 RT12
- (17419) 1988 RH13
- (17420) 1988 RL13
- (17421) 1988 SW1
- (17423) 1988 SK2
- (17424) 1988 SP2
- (17442) 1989 UO5
- 17492 Hippasos
- (18037) 1999 NA38
- (18046) 1999 RN116
- (18054) 1999 SW7
- (18137) 2000 OU30
- 18228 Hyperenor
- 18268 Dardanos
- 18278 Drymas
- 18281 Tros
- 18282 Ilos
- (18493) 1996 HV9
- (18940) 2000 QV49
- (18971) 2000 QY177
- (19018) 2000 RL100
- (19020) 2000 SC6
- (19844) 2000 ST317
- (22180) 2000 YZ
- (22808) 1999 RU12
- (23463) 1989 TX11
- (23549) 1994 ES6
- (23694) 1997 KZ3
- (23987) 1999 NB63
- (24018) 1999 RU134
- (24022) 1999 RA144
- (24444) 2000 OP32
- (24446) 2000 PR25
- (24448) 2000 QE42
- (24449) 2000 QL63
- (24451) 2000 QS104
- (24452) 2000 QU167
- (24453) 2000 QG173
- (24454) 2000 QF198
- (24456) 2000 RO25
- (24458) 2000 RP100
- (24459) 2000 RF103
- (24467) 2000 SS165
- (24470) 2000 SJ310
- (24471) 2000 SH313
- (24472) 2000 SY317
- (25344) 1999 RN72
- (25347) 1999 RQ116
- (25883) 2000 RD88
- (29196) 1990 YY
- (29314) 1994 CR18
- (29603) 1998 MO44
- (29976) 1999 NE9
- (29977) 1999 NH11
- (30498) 2000 QK100
- (30499) 2000 QE169
- (30504) 2000 RS80
- (30505) 2000 RW82
- (30506) 2000 RO85
- (30508) 2000 SZ130
- 30698 Hippokoon
- 30704 Phegeus
- 30705 Idaios
- 30708 Echepolos
- (30791) 1988 RY11
- (30792) 1988 RP12
- (30793) 1988 SJ3
- (30806) 1989 UP5
- (30807) 1989 UQ5
- (30942) 1994 CX13
- (31037) 1996 HZ25
- (31342) 1998 MU31
- (31344) 1998 OM12
- (31416) 1999 PI1
- (31806) 1999 NE11
- (31814) 1999 RW70
- (31819) 1999 RS150
- (31820) 1999 RT186
- (31821) 1999 RK225
- (32339) 2000 QA88
- (32356) 2000 QM124
- (32370) 2000 QY151
- (32396) 2000 QY213
- (32397) 2000 QL214
- (32420) 2000 RS40
- (32430) 2000 RQ83
- (32434) 2000 RW96
- (32435) 2000 RZ96
- (32437) 2000 RR97
- (32440) 2000 RC100
- (32451) 2000 SP25
- (32461) 2000 SP93
- (32464) 2000 SB132
- (32467) 2000 SL174
- (32471) 2000 SK205
- (32475) 2000 SD234
- (32478) 2000 SV289
- (32480) 2000 SG348
- (32482) 2000 ST354
- (32496) 2000 WX182
- (32499) 2000 YS11
- (32501) 2000 YV135
- (32513) 2001 OL31
- (32615) 2001 QU277
- 32720 Simoeisios
- 32726 Chromios
- (32794) 1989 UE5
- 32811 Apisaon
- (34298) 2000 QH159
- (34521) 2000 SA191
- (34553) 2000 SV246
- (34642) 2000 WN2
- (34746) 2001 QE91
- (34785) 2001 RG87
- (34835) 2001 SZ249
- (36425) 2000 PM5
- (36624) 2000 QA157
- (36922) 2000 SN209
- 37519 Amphios
- (37572) 1989 UC5
- (38257) 1999 RC13
- (39474) 1978 VC7
- (42277) 2001 SQ51
- (45822) 2000 QQ116
- (47955) 2000 QZ73
- (47956) 2000 QS103
- (47957) 2000 QN116
- (47959) 2000 QP168
- (47962) 2000 RU69
- (47963) 2000 SO56
- (47964) 2000 SG131
- (47967) 2000 SL298
- (47969) 2000 TG64
- (48249) 2001 SY345
- (48252) 2001 TL212
- (48254) 2001 UE83
- 48373 Gorgythion
- (48438) 1989 WJ2
- (48604) 1995 CV
- (48764) 1997 JJ10
- (48767) 1997 JG15
- (51339) 2000 OA61
- (51340) 2000 QJ12
- (51344) 2000 QA127
- (51345) 2000 QH137
- (51346) 2000 QX158
- (51347) 2000 QZ165
- (51348) 2000 QR169
- (51350) 2000 QU176
- (51351) 2000 QO218
- (51354) 2000 RX25
- (51357) 2000 RM88
- (51359) 2000 SC17
- (51360) 2000 SZ25
- (51362) 2000 SY247
- (51364) 2000 SU333
- (51365) 2000 TA42
- (51910) 2001 QQ60
- (51935) 2001 QK134
- (51958) 2001 QJ256
- (51962) 2001 QH267
- (51969) 2001 QZ292
- (51984) 2001 SS115
- (51994) 2001 TJ58
- (52273) 1988 RQ10
- (52275) 1988 RS12
- (52278) 1988 SG3
- (52511) 1996 GH12
- (52567) 1997 HN2
- (52767) 1998 MW41
- (53418) 1999 PY3
- (53419) 1999 PJ4
- (54581) 2000 QW170
- (54582) 2000 QU179
- (54596) 2000 QD225
- (54614) 2000 RL84
- (54625) 2000 SC49
- (54626) 2000 SJ49
- (54632) 2000 SD130
- (54634) 2000 SA132
- (54638) 2000 SC144
- (54643) 2000 SP283
- (54645) 2000 SR284
- (54646) 2000 SS291
- (54649) 2000 SE310
- (54652) 2000 SZ344
- (54653) 2000 SB350
- (54655) 2000 SQ362
- (54656) 2000 SX362
- (54672) 2000 WO180
- (55060) 2001 QM73
- (55267) 2001 RP132
- (55419) 2001 TF19
- (55441) 2001 TS87
- (55457) 2001 TH133
- (55460) 2001 TW148
- (55474) 2001 TY229
- (55496) 2001 UC73
- 55676 Klythios
- 55678 Lampos
- 55701 Ukalegon
- 55702 Thymoitos
- (56951) 2000 SK2
- (56962) 2000 SW65
- (56968) 2000 SA92
- (56976) 2000 SS161
- (57013) 2000 TD39
- (57626) 2001 TE165
- (57644) 2001 TV201
- (57714) 2001 UY124
- (58008) 2002 TW240
- 58084 Hiketaon
- (58153) 1988 RH11
- (58931) 1998 MK47
- (61610) 2000 QK95
- (61896) 2000 QG227
- (62114) 2000 RV99
- (62201) 2000 SW54
- (62426) 2000 SX186
- (62692) 2000 TE24
- (62714) 2000 TB43
- (63923) 2001 SV41
- (63955) 2001 SP65
- (64030) 2001 SQ168
- (64270) 2001 TA197
- (64326) 2001 UX46
- 65590 Archeptolemos
- (67548) 2000 SL47
- (68444) 2001 RH142
- (68519) 2001 VW15
- (69437) 1996 KW2
- (73641) 1977 UK3
- (73677) 1988 SA3
- (73795) 1995 FH8
- (76804) 2000 QE
- (76809) 2000 QQ46
- (76812) 2000 QQ84
- (76819) 2000 RQ91
- (76820) 2000 RW105
- (76824) 2000 SA89
- (76826) 2000 SW131
- (76830) 2000 SA182
- (76834) 2000 SA244
- (76835) 2000 SH255
- (76836) 2000 SB310
- (76837) 2000 SL316
- (76838) 2000 ST347
- (76840) 2000 TU3
- (76857) 2000 WE132
- (76867) 2000 YM5
- (77860) 2001 RQ133
- (77891) 2001 SM232
- (77894) 2001 SY263
- (77897) 2001 TE64
- (77902) 2001 TY141
- (77906) 2001 TU162
- (77914) 2001 UE188
- (77916) 2001 WL87
- (80119) 1999 RY138
- (82055) 2000 TY40
- (84709) 2002 VW120